# Josep Medina Ferrer
Josep Medina Ferrer   (Alaquàs, 10 de juny de 1910 - 1985) fou un clarinetista, director i compositor. Realitzà els seus estudis a l'acadèmia de banda del seu poble i acabà la seva formació al conservatori amb Pedro Sosa. Va ser el primer clarinetista de la banda municipal de València i director de diverses bandes de la província. Va fer diverses composicions per a banda, una per cor i orgue i tres cançons per a veu i piano.

## Obra

### Música escènica
- "El duque de Mendoza"[2]
- "La noche de novios"

### Banda
- "Marcha de procesión"
- "Paso doble"
- "Polka"

### Cor i orgue
- - "Panis angelicus"

### Veu i piano
- "Tres canciones"